# Postinternacionalismo
Postinternacionalismo es un término acuñado por el académico James N. Rosenau para describir "una tendencia aparente en la que se desarrollan más de las interacciones que sostienen la política mundial sin la participación directa de los estados".
Los enfoques postinteracionales a la teoría de las relaciones internacionales enfatizan el papel de los actores no estatales, la existencia de normas internacionales, así como el proceso de globalización y la existencia de violencia intraestatal (más que interestatal). Como tales enfoques postinternacionales rechazan muchos de los principios de los enfoques realistas de la teoría de las relaciones internacionales, aunque aceptan que la política internacional es anárquica. 
El paradigma de Rosneau del postinternacionalismo se refiere a veces en la literatura académica como "teoría de la turbulencia".